# Венецианска загадка
Венецианска загадка (на италиански: Anonimo veneziano, в буквален превод „Анонимният венецианец“) е италиански филм от 1970 година. Той е дебютът на актьора Енрико Мария Салерно като режисьор и сценарист. В главните роли участват американският актьор от италиански произход Тони Мусанте и бразилката Флоринда Болкан. Филмът се прожектира при голям успех, най-вече заради тъжната романтична история и музиката на Стелвио Чиприани. Награден е с италианските награди „Давид на Донатело“ и „Настро д'Ардженто“.

## Сюжет
Внимание:  Текстът по-долу разкрива сюжета на произведението (или части от него)!
Това е сантиментална и носталгична любовна история между бивши съпруг и съпруга. Те са разведени и живеят в различни градове. Той моли бившата си съпруга да го посети за един ден във Венеция. Докато се разхождат из града, те си припомнят времето, когато са били щастливи заедно и правят равносметка на живота си. Той разкрива на бившата си жена, че е болен от неизличима болест и постепенно загубва зрението си. Филмът завърша с репетиция на концерта „Anonimo veneziano“, който той подготвя със свои ученици.